# Quentin Blake
Quentin Saxby Blake (Sidcup, 16 dicembre 1932) è un disegnatore, illustratore e scrittore britannico.

## Biografia
Quentin Blake frequentò nei primi anni di vita la Chislehurst and Sidcup Grammar School e intraprese l'attività di disegnatore a 16 anni per il giornale Punch. Conseguì la laurea in letteratura inglese al Downing College dell'Università di Cambridge (1953-1956) ed in seguito anche un master all'Institute of Education, dopo questo trovò lavoro al Royal College of Art.
Quentin Blake è famoso nel mondo per le sue illustrazioni particolari di libri per bambini e ragazzi, ha infatti disegnato per più di 300 libri, e ha ottenuto un successo internazionale grazie ai disegni presenti nei libri di Roald Dahl. In Italia lo ricordiamo anche per le sue collaborazioni con la scrittrice Bianca Pitzorno. Ha disegnato anche per libri scritti personalmente da lui.
Nel 2002 vinse il premio Hans Christian Andersen per il suo contributo alla letteratura per l'infanzia.
Quentin Blake è ambasciatore di Survival International, il movimento mondiale per i diritti dei popoli indigeni. “Penso che le nostre vite possano essere arricchite molto più dall'esistenza di altri stili di vita, piuttosto che dalla diffusione del nostro modo di vivere su tutta la superficie terrestre” ha dichiarato l'illustratore.

## Opere tradotte in italiano
- Il Cavallino ammaestrato, con John Yeoman, Novara, Interlinea edizioni, 2017.